# 土浦藩
土浦藩（日语：／ Tsuchiura-han */?），又稱為土屋藩（日语：／ Tsuchiya-han */?），是位於日本常陸國新治郡土浦（現茨城縣土浦市中央一丁目）的藩，成立於慶長6年（1601年）2月，明治4年7月14日（1871年8月29日）廢藩置縣。藩高峰期石高達九萬五千石，明治初年時的實高是110,083石，新田佔其中的15,083石，藩廳是土浦城，藩校是寶曆（1751年至1764年）以前創建的稽古所（讀書屋敷）以及寬政11年（1799年）8月創立的郁文館（文武館），另有文久3年（1863年）創建的分校采藻館。安政3年（1856年）時的人口是5,357人。

## 歷史
慶長6年（1601年）2月，松平信一從下總國布川（現茨城縣北相馬郡利根町布川）五千石，以三萬五千石入主土浦，原本是為了牽制水戶的佐竹義重，不過隨著佐竹氏在慶長7年（1602年）轉封至秋田，加上江戶崎的蘆名氏被改易後，信一便開始擔任水戶城和江戶崎城的城番。慶長9年（1604年），松平忠吉長子作為信一的養子而繼位，即松平信吉，由於他原本已經領有五千石，因此石高增加至四萬石，他將水戶街道融入城下町，並且在土浦城興建二之丸、中之門、黑門、南門、西門和北門等城門。
元和3年7月20日（1617年8月21日），信吉轉封至上野高崎，取而代之由西尾忠永在元和4年（1618年）8月從上野白井，以二萬石入主土浦。元和6年（1620年）3月，忠永的長子西尾忠昭繼位，他在寬永6年至寬永12年（1629年至1634年）在領內實施檢地。慶安2年2月11日（1649年3月23日），忠昭轉封至駿河田中，取而代之由朽木稙綱在同年2月19日（3月31日）從下野鹿沼，以三萬石入主土浦。萬治4年2月6日（1661年3月6日），稙綱之子朽木稙昌繼位後，他分知三千石予其弟則綱，根據《寬文印知》記載，當時他領有常陸國新治郡51村（23,583石）、那珂郡3村（1,192石）、河內郡佐倉村（108石）、下野國芳賀郡4村（1,004石）以近江國高嶋郡4村（1,110石）。
寬文9年6月8日（1669年7月5日），稙昌轉封至丹波福知山，取而代之由老中土屋數直在同年6月25日（7月22日），以四萬五千石入主土浦，領有常陸國新治郡32村、筑波郡4村、信太郡13村、茨城郡3村、真壁郡5村、上總國山邊郡5村、武藏國埼玉郡10村、多摩郡15村和下野國芳賀郡4村。寬文12年（1672年），數直在領內實施檢地。延寶7年5月10日（1679年6月18日），數直之子土屋政直繼位，天和2年2月12日（1682年3月20日）轉封至駿河田中。同年2月19日（3月27日），奏者番松平信興以二萬二千石入主土浦，他在貞享4年10月13日（1687年11月17日）就任大坂城代而離開土浦。
貞享4年10月21日（11月25日），老中土屋政直從駿河田中以六萬五千石再次入主土浦，元祿7年4月21日（1694年5月14日）、正德元年12月1日（1712年1月8日）和享保3年3月3日（1718年4月3日）先後獲加增一萬石，石高也因而增加至九萬五千石。享保16年（1731年），岩間上鄉和岩間下鄉內的橫關和新渡部（現茨城縣笠間市上鄉和下鄉）在江戶上屋敷門前強訴，希望能夠延長年貢米的上繳限期。延享4年4月16日（1747年5月24日），和泉國大鳥郡和和泉郡的藩領換至美作國勝北郡和吉野郡，其後和泉國南郡、近江國伊香郡和美作國吉野郡的一部分藩領也在寬政2年11月12日（1790年12月17日）換至陸奧國石川郡、岩瀨郡和出羽國村山郡，由於上方土地肥沃，奧羽土地則貧瘠，因此這次替地對財政造成嚴重打擊。土屋英直在位期間的享和2年6月23日（1802年7月22日），出羽國村山郡爆發百姓一揆，由於紅花價格暴跌和米價急升，數千名農民先破壞天童的穀倉，其後在人數增加至數萬後準備包圍山形，最終江戶幕府下令米澤藩等六藩前往鎮壓才平息，土屋藩在北目村設置的陣屋由於駐守人數極少，因此派遣深谷村的名主細野冉兵衛前往平亂。
土屋寬直在位期間的文化元年10月18日（1804年11月19日），文化助鄉一揆在牛久宿一帶爆發時，土浦藩也有派兵前往鎮壓。文化7年10月15日（1810年11月11日），寬直在謁見江戶幕府將軍德川家齊時突然病死，得年16歲，土屋藩為了避免改易，密不发丧，聲稱寬直沒有完全康復的可能，加上沒有繼承人，因此希望將領地交還予幕府，如果幕府願意同情土屋藩，讓土屋藩能夠收養子的話將不勝感激。對此，幕府念在土屋藩祖先的忠勤，加上土屋家是獲德川家康親自提拔的家柄，因此准許土屋藩以養子來繼承。養子人選方面，分別有土屋家出身的土屋均之丞和水戶藩主德川治紀的三弟松平拾三郎，土屋藩在取得幕府許可後與水戶藩展開交涉，在家老磯矢助右衛門和介副留守居大村市之丞以死相逼下，最終獲得水戶藩同意。松平拾三郎以入贅的形式迎娶寬直之妹充子，其後在文化8年11月23日（1812年1月7日）就任為藩主，即土屋彥直。
天保6年11月9日（1835年12月28日），土屋藩宣佈起用藤森弘庵，藩內雖然有人發起反對運動，但是在天保8年（1837年）4月相繼被處罰而告終。天保9年3月17日（1838年4月11日），大久保要就任町奉行。元治元年6月21日（1864年7月24日），天狗黨之亂爆發時，藩領真鍋村遭到田中願藏等人襲擊。戊辰戰爭爆發後，藩主土屋寅直在慶應4年4月3日（1868年4月25日）派養子土屋舉直作為名代前往東海道鎮撫總督橋本實梁處表明勤王，本為德川慶喜之弟的舉直也在同年5月6日（6月25日）繼任為藩主。其後，土浦藩在新政府軍的要求下多次出兵執行各種任務，例如在8月24日（10月9日）開始於江戶城本丸大手門戒備等等。同年9月5日（10月20日），土浦藩發現先前幕府軍艦美賀保丸的遇難兵約數百人藏匿於土浦藩領內，最終成功擒獲53人。弘道館戰爭時，土浦藩也有派兵前往支援。最終，土浦藩在戊辰戰爭中動員藩兵317名，均沒有戰死。明治4年7月14日（1871年8月29日）廢藩置縣。

## 歷任藩主
| 大名家       | 家格      | 藩主     | 石高                                              | 藩領 |
| ------------ | --------- | -------- | ------------------------------------------------- | --- |
| 藤井松平家   | 譜代 城持 | 松平信一 | 三萬五千石                                        | 常陸國新治郡、筑波郡和信太郡 |
| 藤井松平家   | 譜代 城持 | 松平信吉 | 四萬石                                            | 常陸國新治郡、筑波郡和信太郡 |
| 西尾家       | 譜代 城持 | 西尾忠永 | 二萬石                                            | 常陸國新治郡和信太郡 |
| 西尾家       | 譜代 城持 | 西尾忠昭 | 二萬石                                            | 常陸國新治郡和信太郡 |
| 朽木家       | 譜代 城持 | 朽木稙綱 | 三萬石                                            | 常陸國新治郡、那珂郡和河內郡 下野國芳賀郡 近江國高嶋郡 |
| 朽木家       | 譜代 城持 | 朽木稙昌 | 二萬七千石                                        | 常陸國新治郡、那珂郡和河內郡 下野國芳賀郡 近江國高嶋郡 |
| 土屋家       | 譜代 城持 | 土屋數直 | 四萬五千石                                        | 常陸國新治郡、筑波郡、信太郡、茨城郡和真壁郡 下野國芳賀郡 上總國山邊郡 武藏國埼玉郡和多摩郡 |
| 土屋家       | 譜代 城持 | 土屋政直 | 四萬五千石                                        | 常陸國新治郡、筑波郡、信太郡、茨城郡和真壁郡 下野國芳賀郡 上總國山邊郡 武藏國埼玉郡和多摩郡 |
| 大河內松平家 | 譜代 城持 | 松平信興 | 二萬二千石                                        | 常陸國新治郡、筑波郡、信太郡和真壁郡 下野國結城郡 |
| 土屋家       | 譜代 城持 | 土屋政直 | 六萬五千石 ↓ 七萬五千石 ↓ 八萬五千石 ↓ 九萬五千石 | 常陸國新治郡、筑波郡、信太郡和茨城郡 下總國相馬郡 上總國山邊郡 和泉國和泉郡、大鳥郡和日根郡 近江國伊香郡 加增藩領： 一萬石：和泉國大鳥郡、和泉郡和南郡↓ 一萬石：常陸國新治郡和和泉國↓ 一萬石：常陸國筑波郡和下總國相馬郡 |
| 土屋家       | 譜代 城持 | 土屋陳直 | 九萬五千石                                        | 常陸國新治郡、筑波郡、信太郡和茨城郡 下總國相馬郡 和泉國和泉郡、大鳥郡、南郡和日根郡 近江國伊香郡 |
| 土屋家       | 譜代 城持 | 土屋篤直 | 九萬五千石                                        | 常陸國新治郡、筑波郡、信太郡和茨城郡 下總國相馬郡 和泉國和泉郡、大鳥郡、南郡和日根郡 近江國伊香郡 藩領變更： 和泉國大鳥郡和和泉郡 ↓ 美作國勝北郡和吉野郡                                                                 |
| 土屋家       | 譜代 城持 | 土屋壽直 | 九萬五千石                                        | 常陸國新治郡、筑波郡、信太郡和茨城郡 下總國相馬郡 和泉國南郡和日根郡 近江國伊香郡 美作國吉野郡和勝北郡 |
| 土屋家       | 譜代 城持 | 土屋泰直 | 九萬五千石                                        | 常陸國新治郡、筑波郡、信太郡和茨城郡 下總國相馬郡 和泉國南郡和日根郡 近江國伊香郡 美作國吉野郡和勝北郡 |
| 土屋家       | 譜代 城持 | 土屋英直 | 九萬五千石                                        | 常陸國新治郡、筑波郡、信太郡和茨城郡 下總國相馬郡 和泉國南郡和日根郡 近江國伊香郡 美作國吉野郡和勝北郡 藩領變更： 和泉國南郡、近江國伊香郡和美作國吉野郡一部分 ↓ 陸奧國石川郡、岩瀨郡和出羽國村山郡                      |
| 土屋家       | 譜代 城持 | 土屋寬直 | 九萬五千石                                        | 常陸國新治郡、筑波郡、信太郡和茨城郡 下總國相馬郡 和泉國日根郡 陸奧國石川郡和岩瀨郡 出羽國村山郡 美作國吉野郡和勝北郡 |
| 土屋家       | 譜代 城持 | 土屋彥直 | 九萬五千石                                        | 常陸國新治郡、筑波郡、信太郡和茨城郡 下總國相馬郡 和泉國日根郡 陸奧國石川郡和岩瀨郡 出羽國村山郡 美作國吉野郡和勝北郡 |
| 土屋家       | 譜代 城持 | 土屋寅直 | 九萬五千石                                        | 常陸國新治郡、筑波郡、信太郡和茨城郡 下總國相馬郡 和泉國日根郡 陸奧國石川郡和岩瀨郡 出羽國村山郡 美作國吉野郡和勝北郡 |
| 土屋家       | 譜代 城持 | 土屋舉直 | 九萬五千石                                        | 常陸國新治郡、筑波郡、信太郡和茨城郡 下總國相馬郡 和泉國日根郡 陸奧國石川郡和岩瀨郡 出羽國村山郡 美作國吉野郡和勝北郡 |

## 江戶藩邸
| 所在地       | 現址                                       | 拜領日期                                                                                                  | 收回日期                           |
| 上屋敷       | 上屋敷                                     | 上屋敷 | 上屋敷                             |
| ------------ | ------------------------------------------ | --- | ---------------------------------- |
| 常盤橋內     | 東京都千代田區和中央區的常盤橋一帶         | 寬永11年9月1日 （1634年10月22日）                                                                         | 延寶7年（1679年）8月               |
| 代官町       | 千代田區北之丸公園一帶                     | 明曆2年8月8日 （1656年9月25日）                                                                           | 明曆3年3月3日 （1657年4月16日）    |
| 神田橋內     | 千代田區神田橋一帶                         | 明曆3年3月3日                                                                                             | 寬文7年7月21日 （1667年9月9日）    |
| 大手前       | 千代田區大手町一丁目一帶                   | 寬文7年7月21日                                                                                            | 延寶7年9月4日 （1679年10月8日）    |
| 日比谷門內   | 千代田區日比谷公園一帶                     | 延寶7年9月4日                                                                                             | 貞享4年2月12日 （1687年3月25日）   |
| 和田倉門內   | 千代田區皇居外苑一帶                       | 貞享4年2月12日                                                                                            | 貞享5年8月6日 （1688年8月31日）    |
| 龍之口       | 千代田區丸之內一丁目一帶                   | 貞享5年8月6日                                                                                             | 元祿6年12月4日 （1693年12月30日）  |
| 辰之口南角   | 千代田區有樂町一丁目一帶                   | 元祿6年12月4日                                                                                            | 享保19年6月8日 （1734年7月8日）    |
| 大名小路     | 千代田區丸之內一帶                         | 享保19年6月8日                                                                                            | 寬延2年11月21日 （1749年12月30日） |
| 小川町       | 千代田區神田小川町一丁目一帶               | 寬延2年11月21日                                                                                           | 文久3年3月14日 （1863年5月1日）    |
| 小名木川     | 江東區小名木川一帶                         | 文久3年3月14日                                                                                            | 元治元年9月30日 （1864年10月30日） |
| 濱町         | 中央區日本橋蠣殼町一帶                     | 元治元年9月30日                                                                                           | —                                  |
| 添屋敷       |                                            | |                                    |
| 八重州河岸   | 千代田區和田倉橋至日比谷一帶               | 元祿7年正月29日 （1694年2月22日）                                                                         | 享保10年12月27日 （1726年1月29日） |
| 中屋敷       |                                            | |                                    |
| 本所         | 墨田區本所一帶                             | 元祿元年10月19日 （1688年11月11日）                                                                       | 元祿2年正月11日 （1689年1月31日）  |
| 濱町         | 中央區新大橋附近的隅田川西岸一帶           | 元祿2年正月11日                                                                                           | 元祿10年9月2日 （1697年10月16日）  |
| 下屋敷       |                                            | |                                    |
| 本所         | 墨田區立川一至三丁目和菊川一至二丁目一帶   | 寬文2年（1662年） 增地：寬文6年9月2日 （1666年9月30日）                                                   | 天和3年12月19日 （1684年2月4日）   |
| 麻布御藥園跡 | 港區元麻布一至二丁目和南麻布一至三丁目一帶 | 下屋敷：天和3年12月19日 抱屋敷：元祿15年（1702年）                                                        | —                                  |
| 小名木川     | 江東區森下四至五丁目                       | 元祿6年7月29日 （1693年8月30日） 增地： 寶永3年4月30日 （1706年6月10日） 正德2年4月11日 （1712年5月16日） | —                                  |

## 藩領
根據《舊高舊領取調帳》記載，土浦藩領如下，基於相給也有可能同時是皇室領、公家領、幕府領、其他藩領、旗本領或寺社領。
| 令制國 | 郡     | 町村數目 | 藩領 |
| ------ | ------ | -------- | --- |
| 磐城國 | 石川郡 | 10村     | 上中田村、上東山村、鴇子村、上蓬田村、下蓬田村、蓬田新田村、九生瀧村、西山村、小平村、駒形村 |
| 岩代國 | 岩瀨郡 | 2村      | 牛袋村、木野崎村 |
| 羽前國 | 村山郡 | 18村     | 原町村、蟹澤村、松澤村、杉島村、鹽川村、澀江村、河原子村、亂川村、藤內新田、荷口村、老野森村、北目村、奈良澤村、雙月村、高野村、落合村、本木村、八森村 |
| 下總國 | 相馬郡 | 6村      | 細代村、川崎村、鬼長村、中內村、毛有村、藤代村 |
| 常陸國 | 茨城郡 | 8村      | 上押邊村、下押邊村、大笹新田、岩間下鄉、岩間上鄉、泉村、福島新田、吉岡新田 |
| 常陸國 | 新治郡 | 1町46村  | 土浦町、上境村、真鍋村、藤澤新田、藤澤村、下坂田村、上坂田村、蟲掛村、常名村、殿里村、澤邊村、田土部村、高岡村、中貫村、大畑村、小山崎村、今泉村、山本村、田宮村、木田余村、神立村、白鳥村、手野村、田村、沖宿村、戶崎村、加茂村、深谷村、有河村、坂村、中台村、成井村、下輕部村、岩坪村、上廣岡村、吉瀨村、下廣岡村、粕毛村、土器屋村、中根村、松塚村、橫町村、金田村、大村、古來村、花室村、上室村                                                                     |
| 常陸國 | 信太郡 | 16村     | 飯田村、矢作村、宍塚村、佐野子村、上高津村、中高津村、下高津村、小松村、大岩田村、小岩田村、永國村、中村西根、右籾村、摩利山新田、烏山村、中村 |
| 常陸國 | 筑波郡 | 53村     | 上萱場村、下萱場村、濱田村、下平柳村、山谷村、谷井田村、上島村、中島村、下島村、神住新田、押砂村、箕輪村、北袋村、川又村、長渡呂村、市野深村、成瀨村、青木村、上小目村、下小目村、宮戶村、奉社村、谷口村、西丸山村、西楢戶村、仁左衛門新田、東楢戶村、田村、日川村、真木村、上長沼村、下長沼村、福岡村、台村、漆所村、小澤村、君島村、小泉村、泉村、北條村、平澤村、小和田村、山口村、小田村、太田村、大形村、大島村、東城寺村、小野村、大志戶村、本鄉村、永井村、小高村 |
| 和泉國 | 日根郡 | 11村     | 貝掛村、舞村、山中新田、箱作村、淡輪村、孝子村、谷川村、深日村、小島村、西畑村、東畑村 |
| 美作國 | 吉野郡 | 3村      | 古町村、長尾村、坂根村 |
| 美作國 | 勝北郡 | 16村     | 堀坂村、妙原村、近長村、福井村、田熊上村、田熊下村、津川原村、平村、植月東村西分、植月東村東分、勝加茂西上村、勝加茂西中村、勝加茂西下村、新野西下村、新野西中村、新野西上村 |

### 註解
1. ↑  根據《常陸志料》記載，西尾忠永是在元和3年入主土浦，《德川實紀》記載為元和3年7月20日，《寬政重修諸家譜》則指是元和4年8月，《藩史大事典》和《土浦市史》均採用《寬政重修諸家譜》的說法[1][6]。